# Начо Иванов
Начо Иванов Люцканов e деец на комунистическото движение в България. Член на ЦК на БРП (к). Участник в Съпротивителното движение по време на Втората световна война. Партизанин от Трънския партизански отряд и Втора софийска народоосвободителна бригада.

## Биография
Начо Иванов е роден на 28 август 1904 г. в с. Пет могили. От 1927 г. е член на ЦК на Независимите работнически профсъюзи. Член на ЦК на РМС и секретар на Софийското дружество (1928 – 1929). След забраняването им през 1934 г. ръководи Централната синдикална комисия при ЦК на БКП.
От 1936 до 1938 г. е член на Политбюро на ЦК на БРП (к). В периода 1937 – 1943 г. многократно е арестуван и интерниран.
Участник в Съпротивителното движение по време на Втората световна война. През 1943 г. избягва от концлагер, преминава в нелегалност и става партизанин в Трънския партизански отряд. Избран е за член на ЦК на БРП (к). От пролетта на 1944 г. е във Втора софийска народоосвободителна бригада. Бригадата води на 23 май 1943 г. тежко сражение при с. Батулия, Софийско по време на придвижването от района на гр. Трън към Стара планина. При последвалите я престрелки загива на 1 юни 1944 г.

## Памет
На Начо Иванов е наречена улица в квартал „Стрелбище“ в София (Карта).